# Niels Feijen

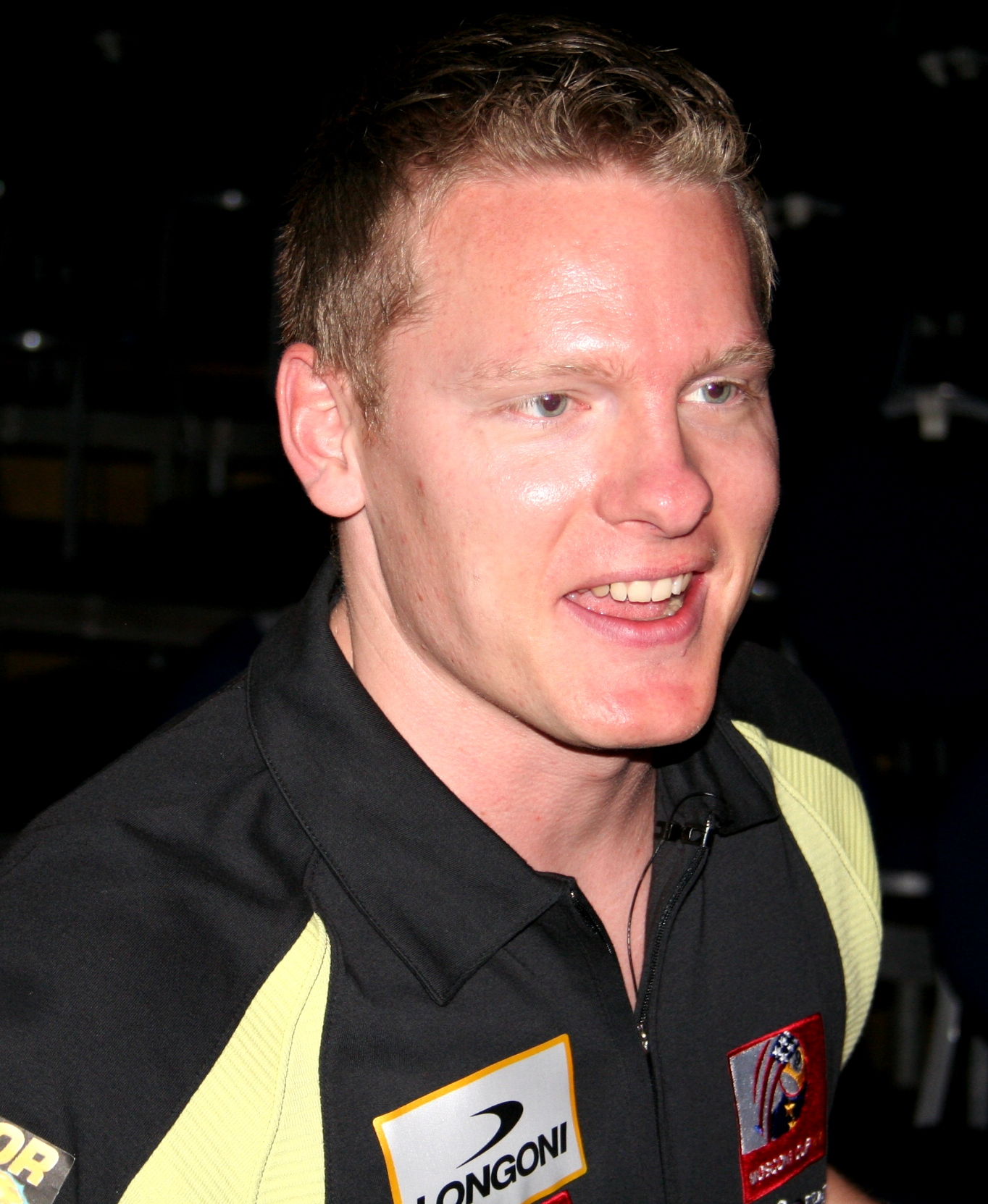
Niels Feijen

Niels Feijen (Den Haag, 3 februari 1977) is een Nederlands poolbiljarter met de bijnaam 'The Terminator'. Hij werd op 30 augustus 2008 in het Hilton Hotel van East Brunswick (New Jersey) de eerste Nederlandse wereldkampioen pool, op het World Straight Pool Championship.
Feijen werd verschillende keren Europees kampioen in de discipline straight pool (ook 14.1 genoemd), een onderdeel waarbij de spelers steeds een heel rack moeten uitspelen. In 2007 won hij de International Challenge of Champions.
Hij won in de halve finale van het WK 2008 van zijn landgenoot Nick van den Berg met 200-157. In de finale versloeg Feijen de Filipino Francisco Bustamante met 200-11. Hij droeg zijn wereldtitel op aan zijn Amerikaanse mentor Joe Kerr, die vijf weken eerder overleed. 
Hij eindigde op het wereldkampioenschap 10-ball 2008 in Manilla op de derde plaats na een overwinning in de kwartfinale op Nick van den Berg, een nederlaag in de halve finale tegen Darren Appleton en een overwinning in de strijd om de derde plaats op Demosthenes Pulpul. 
Niels Feijen is woensdagavond 16 september 2009 onderscheiden met het erelidmaatschap van de Koninklijke Nederlandse Biljartbond (KNBB). De destijds 32-jarige profspeler uit Den Haag was de eerste poolbiljarter die deze eer ten deel viel. Bondsvoorzitter Leon Vervoort reikte de onderscheiding uit in Weert, waar Feijen deelnam aan de Eurotour Netherlands Open. 

## Belangrijkste resultaten
- Winnaar World Pool Masters 9-ball (2018)
- Winnaar wereldkampioenschap 9-ball (2014)
- Winnaar World Straight Pool Championship (2008)
- Winnaar World Pool Masters Tournament (2013)
- Verliezend finalist wereldkampioenschap 8-ball (2010 en 2011)
- Wereldkampioen straight pool (2008)
- Derde plaats wereldkampioenschap 10-ball (2008)
- Europees kampioen 9-ball (2013 en 2014)
- Europees kampioen 8-ball (2015)
- Europees kampioen straight pool (2002, 2003, 2004, 2007, 2014, 2017, 2018, 2024)